# Domenico Secondulfo
Domenico Secondulfo (Ravenna, 7 maggio 1950) è un sociologo italiano.

## Biografia
Si laurea in Scienze Politiche presso l’Università di Bologna con 110/110 e lode. Dopo aver lavorato come ricercatore universitario prima all’Università di Napoli e, successivamente, all’Università di Parma, si trasferisce all'Università del Molise in qualità di professore associato. Dal 2004 è professore ordinario al Dipartimento di Scienze Umane dell'Università di Verona. 
Ha fondato e coordinato per dieci anni l'Osservatorio sui Consumi delle Famiglie (OSCF), attivo presso l’Università di Verona, di cui oggi è Presidente onorario. L’OSCF è una delle poche realtà di ricerca universitaria che si occupa di sviluppare e diffondere studi e riflessioni sul mondo dei consumi (personal network, benessere post-cristi ecc.). Oltre alle pubblicazioni di taglio accademico, i risultati delle ricerche dell'OSCF sono apparse anche nei quotidiani La Repubblica, Corriere della Sera
e nella rivista Largo Consumo. 

Ha istituito e coordinato per molti anni il primo Dottorato di Ricerca in Sociologia e Ricerca Sociale presso l’Università di Verona.  È stato Direttore vicario del Dipartimento di Psicologia e Antropologia Culturale dell’Università di Verona, coordinatore della Sezione di Sociologia del Dipartimento Tesis (Tempo, Spazio, Immagine e Società) e membro del Consiglio di Amministrazione della medesima università.
È  Coordinatore della Sezione Immaginario dell'Associazione Italiana di Sociologia, della quale è stato uno dei principali promotori scientifici. È stato Responsabile di otto progetti di rilevanza nazionale (PRIN) e referee di numerosi progetti nazionali e internazionali.
È Direttore delle Collane Editoriali Strutture e Culture Sociali (FrancoAngeli) e Sociologia e Ricerca Sociale (QuiEdit) nonché membro  del comitato scientifico delle Collane Sostenibilia (Edizioni Nuova Cultura), Im@go Books (Mimesis Edizioni) e Convergenze Culturali (Egea). 
Fa parte del comitato scientifico di due riviste classificate dall'(ANVUR) in fascia A: Italian Sociological Review e Studi di Sociologia.
Nel 2020 è stato nominato dall'ANVUR in qualità di membro del Gruppo di Esperti Valutatori (GEV) per implementare il sistema di valutazione dei prodotti della ricerca dell'area delle scienze politiche e sociali.

## Attività di ricerca
Si è occupato di temi legati alla sociologia dei consumi e della moda. La più recente lo accredita a livello accademico per essere riuscito ad affermare la rilevanza degli studi sulla cultura materiale in ambito sociologico: Sociologia del consumo e della cultura materiale.
È autore di oltre 100 lavori scientifici, di cui 22 volumi, 45 capitoli in volumi collettivi, 34 articoli in riviste scientifiche e 3 voci di enciclopedia. 
È uno dei principali esponenti della sociologia visuale. 
I suoi studi più recenti affermano la rilevanza dei concetti di immaginario, stereotipo e simulacro in ambito sociologico.
Ha rilasciato numerose interviste sui temi del consumo e della cultura materiale: Raiplay, Corriere della Sera, Mediterraneaonline, Radio Anch'io.

## Opere
- Ditelo coi fiori. Strutture del consumo e comunicazione sociale, FrancoAngeli, Milano 1995 (volume)
- Per una sociologia del mutamento. Fenomenologia della trasformazione tra moderno e postmoderno, FrancoAngeli, Milano 2003 (volume)
- I volti del simulacro. Realtà della finzione e finzione della realtà,  QuiEdit, Verona 2007 (curatela)
- Il mondo delle medicine alternative. Immagini, percorsi, pazienti, FrancoAngeli, Milano 2011 (curatela)
- Mente, Mano, Utensile. Immagini della cultura materiale dell'artigiano, QUuiEdit, Verona 2013 (volume fotografico)
- Consumate strategie. Le famiglie italiane a fronte della crisi economica e della contrazione del potere di acquisto,  Sociologia del lavoro, n. 132,  2013 (articolo)
- Born to buy. The socialization of young consumers, Italian journal of sociology of education, vol. 6, n. 3, 2014 (articolo)
- Lo studio degli stereotipi e delle rappresentazioni sociali attraverso la sociologia visuale. Un esperimento di integrazione tra tecniche visuali e tecniche quantitative, Sociologia, n. 3, 2015 (articolo)
- Primo rapporto dell'Osservatorio sui consumi delle famiglie. Una nuova normalità, FrancoAngeli, Milano 2017 (con Luigi Tronca e Lorenzo Migliorati, volume)
- L'eredità di Jean Baudrillard a dieci anni dalla sua morte, Sociologia, n. 3, 2017 (con Debora Viviani, articolo)
- Le famiglie veronesi oltre la crisi economica, FrancoAngeli, Milano 2018 (con Sandro Stanzani e Debora Viviani, volume)
- Secondo rapporto dell'Osservatorio sui consumi delle famiglie. Il consolidamento dei nuovi profili di consumo, FrancoAngeli 2019 (con Luigi Tronca, curatela)
- Scuola e coesione sociale: impegno civico e accettazione delle diversità in Italia, FrancoAngeli, Milano 2020 (con Luigi Tronca e Sergio Cecchi, capitolo di libro).